# ZIM
1. イスラエルの海運会社。本稿で記述。
2. ファイルフォーマットのひとつ。
3. アメリカ、ミネソタ州にある非法人地域（英語版）。
4. ドイツの航空機座席メーカー、ZIM Flugsitz（英語）。

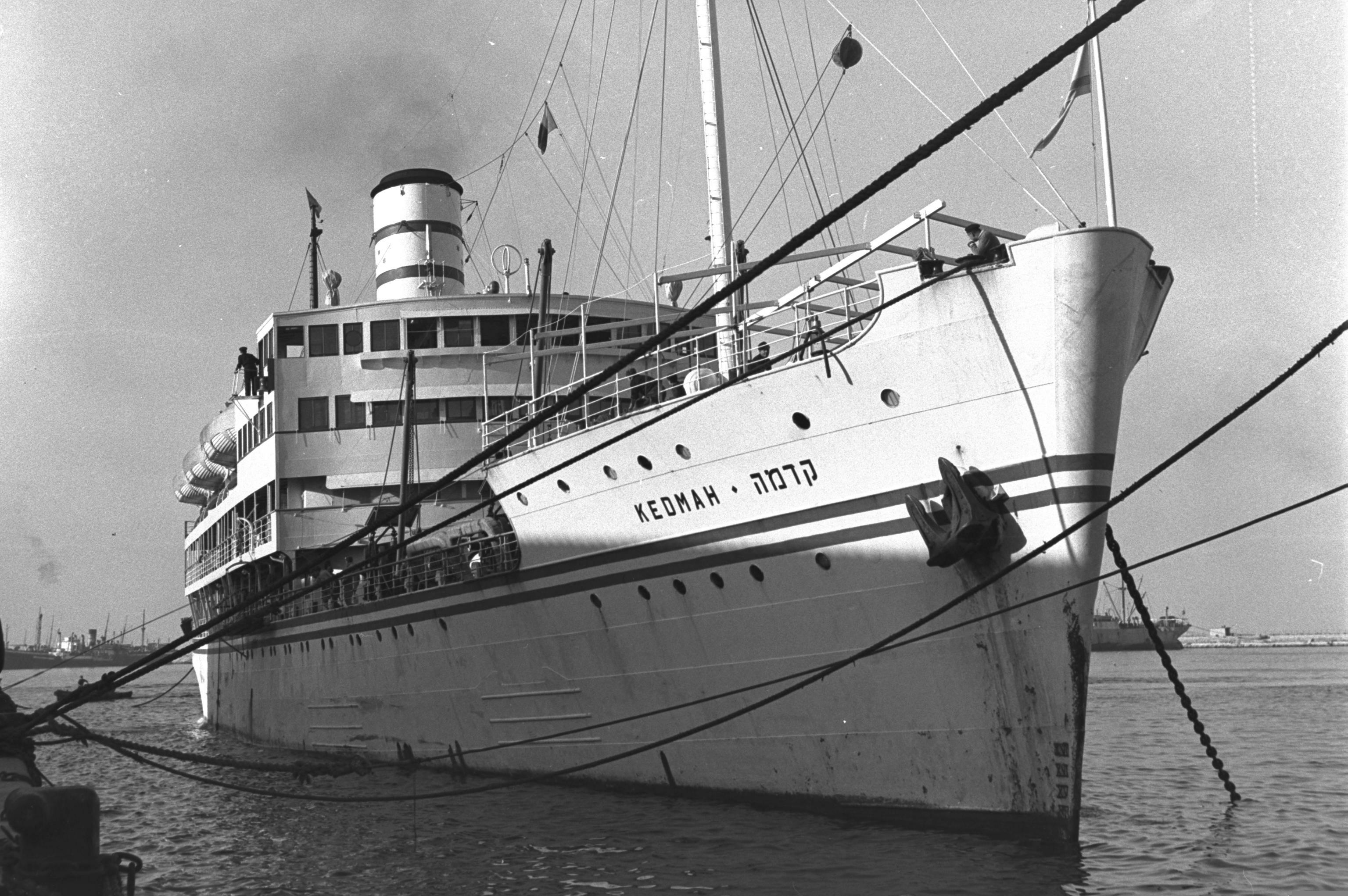
同社最初期の本船 SS Kedma

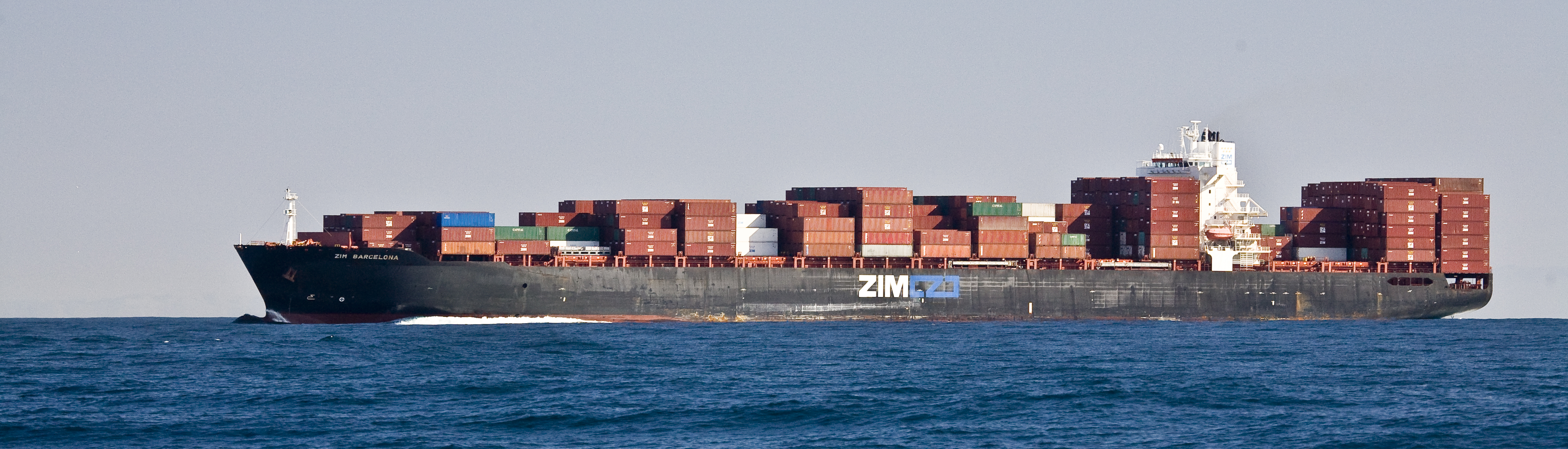
近年の同社コンテナ船 ZIM Barcelona

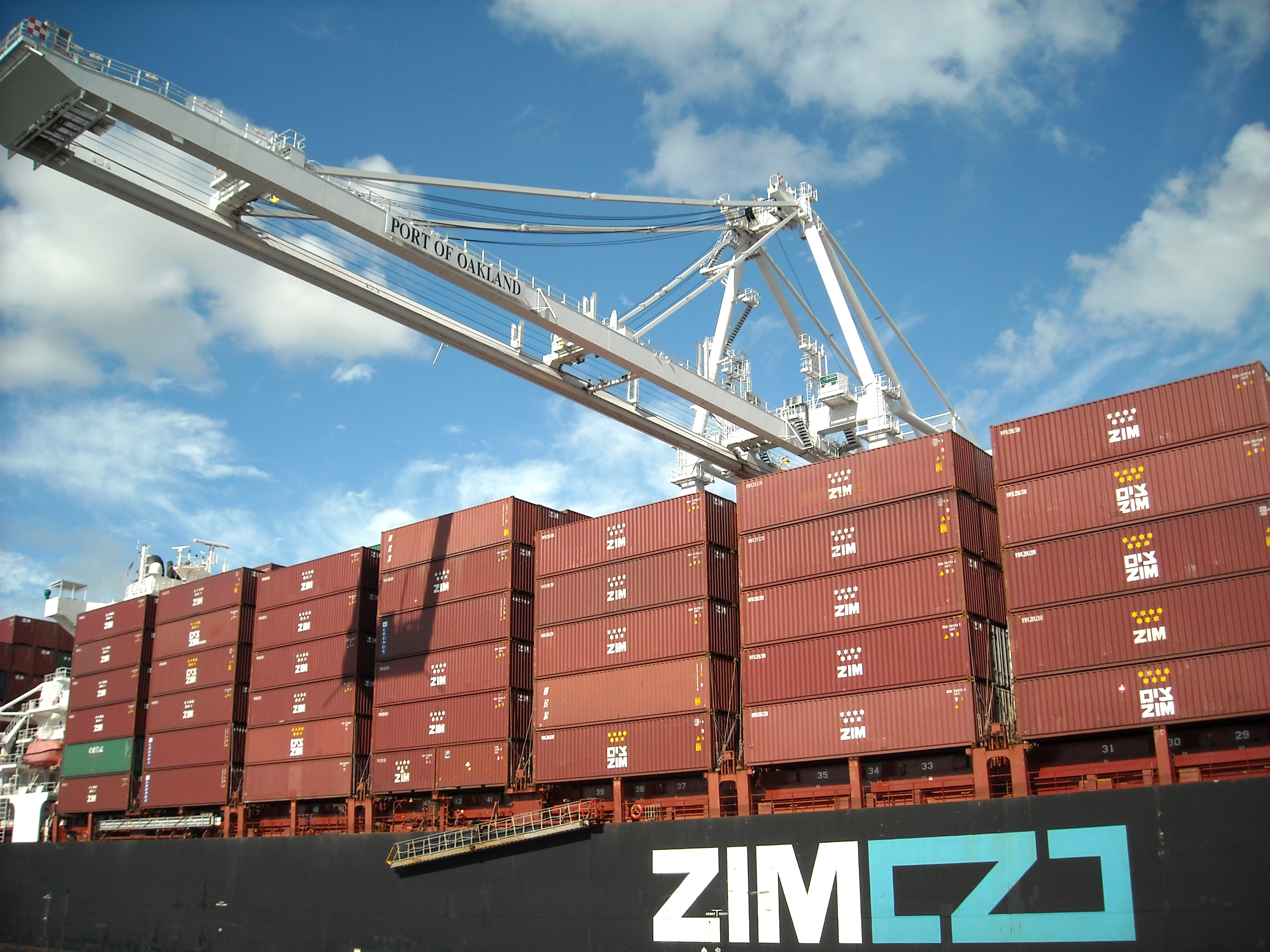
荷役中の ZIM コンテナ船

ZIM統合海運事業会社（ジムとうごうかいうんじぎょうがいしゃ、略称: ZIM、ヘブライ語: צִי״ם, tzī"m, 英語: ZIM Integrated Shipping Services Ltd., "ZIM"）は、イスラエルの海運会社。
本社はイスラエルのハイファ。北米における地域統括本社をノーフォーク、極東地域本社を香港に設置する。コンテナ取扱量では世界的にも主要社として上位にランクされるグローバル企業。世界170カ所に拠点を設置し、全世界における約4,200名の社員で180港、70航路以上のサービスを展開。大型コンテナ船など90隻の新鋭船隊を展開し、最近では、同社が伝統的に強みを持つアジア発北米東岸向け航路、カリブ海地域、黒海、アフリカへのサービスを拡充、積極的に市場開拓を進めている。中国市場を重視し同国に20ヶ所以上の拠点と数100名の職員を配す。

## 社名
ZIM とは 「大商船団」 を意味する旧約聖書ヘブライ語 「צִי יַמִּי מִסְחָרִי (tzī yammī mischārī)」の略語に由来し、本来は 「ツィーム (tzīm)」 と発音する。

## 歴史
1945年創業。当初は最初に購入した本船 SS Kedma 号にて第二次大戦終了後のヨーロッパから建国間もないイスラエルへのユダヤ人移民輸送で活躍した。その後1960年代末期に旅客輸送から撤退し貨物輸送専業となった。当初はイスラエル政府が 50%弱を出資する半官半民企業だったが、2004年2月に完全民営化された。現在はイスラエル最大の投資会社であるイスラエル・コーポレーション最大個人株主の後継者が所有する Kenon Holdingsが32％の株式を有する。
1970年代、コンテナ船を建造し船隊を整備、当時最先端の輸送方だったコンテナリゼーションを積極的に進める。
1972年、ZIM Container Service (ZCS)を設立した。ZCSはイスラエルを起点に、極東、東南アジア、米州、欧州の3大陸の主要港を1航海100日で結ぶ。また、同時期にタンカー部門にも進出し、原油をイランからイスラエルに輸送し、イスラエルから欧州各地へ石油製品の輸送を始める。
1990年～1997年にかけ、最新鋭コンテナ船15隻を建造、定曜日ウィクリーサービスを提供する世界トップクラスの船社となる。
2004年にイスラエル・コーポレーションはイスラエル政府が保有するZIM株式のほぼ全株を取得、ZIMの完全民営化が完了。ZIM Integrated Shipping Services Ltd. に商号変更。
2005年9月28日、北海道根室沖で日本のサンマ漁船「第三新生丸」と衝突事故を起こしたのは、同社のコンテナ船「ZIMアジア号」 (ZIM Asia) である。
2007年12月、ZIMジャパン株式会社はZIM Integrated Shipping Services Ltd.の全額出資日本法人になる。
2013年7月からコンテナ輸送での環境性能を向上させるために、The Clean Cargo Working Group (CCWG)に公式参加。平均SOX（硫黄酸化物）規制排出量はCCWG加盟22船社中最も低い。
2014年、イスラエルのガザ侵攻に抗議するため米国西岸港湾労組がZIM本船の荷役を阻止。
2015年、2016年とアジア〜米国東岸航路のスケジュール遵守率でトップとなる。
コンテナ定期船社による海運アライアンスには加盟せず提携にとどめ独立性を維持する独自戦略を選択。
近年はITシステムに1億ドル以上を投じ、ブロックチェーンを利用したペーパーレスB/L（船荷証券）技術の確立など先進技術の取組みに積極的。

## 日本での事業
1958年（昭和33年）にゴールドマリタイム株式会社が日本におけるZIM 代理店として設立される。
2003年2月にZIMジャパン株式会社がZIMと Seven Seas Shipping Co., Ltd.との合弁会社として設立される。
2007年12月にZIM Integrated Shipping Services Ltd.の全額出資によりZIM独資による日本法人となる。
日本におけるZIM Integrated Shipping Services ltd. 本体および、香港に本社を置きインドを始めとしたアジア域内および西アフリカ向け航路において定期船サービスを展開する Gold Star Line Ltd. (GSL)の総代理店として事業活動をしている。2015年以降は、従来の日本を基点とした定期船サービスに加えて、タイ王国をはじめとする東南アジア各国および中国発、北米東岸や地中海向けなどの三国間トレードに力を入れている。
定期航路コンテナサービスの集荷営業に加え、日本発イスラエル向け航路における自動車・トラック専用船（PCC/PCTC 4,000台積み）および在来船の運航などを主要事業とする。

## ギャラリー

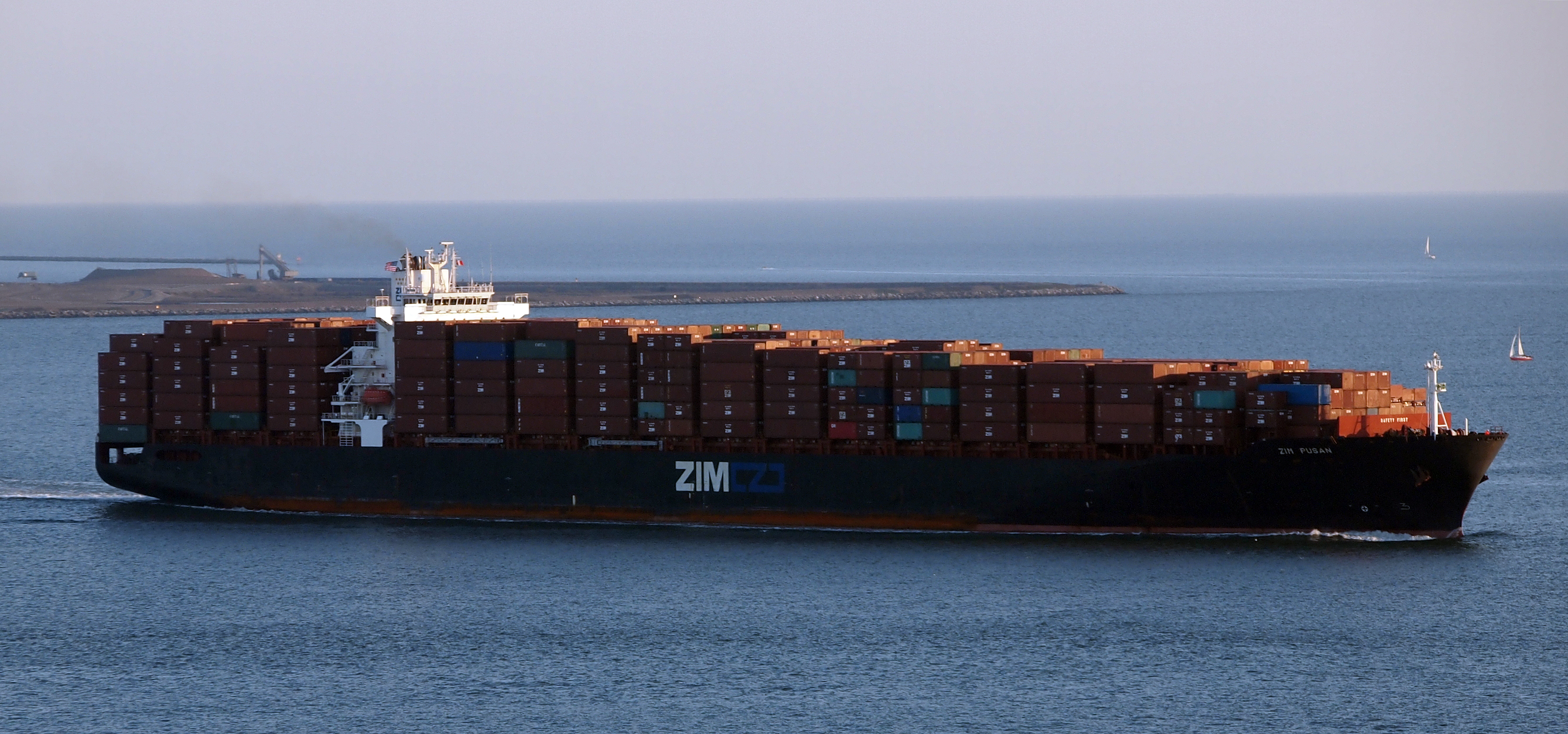
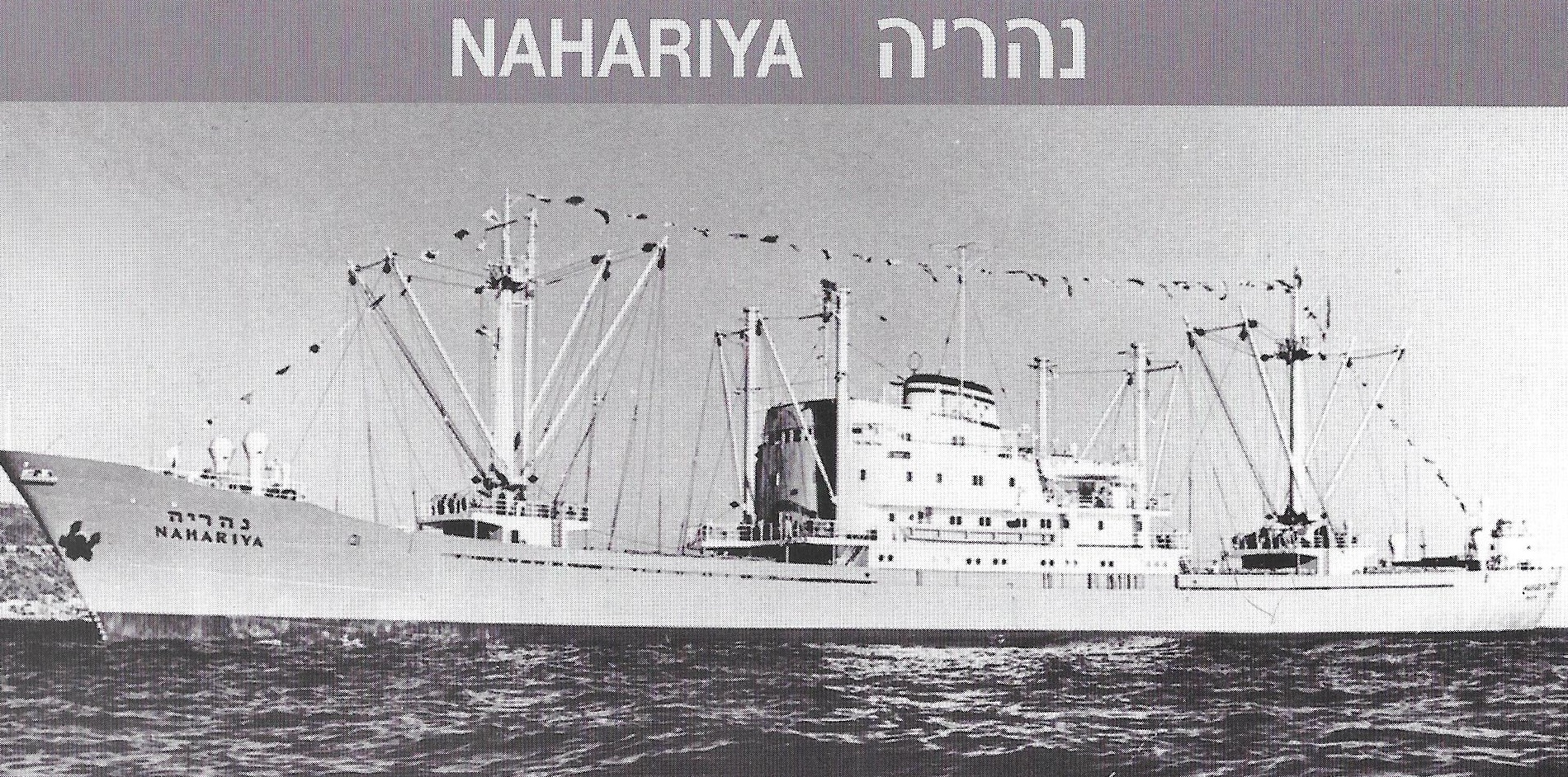
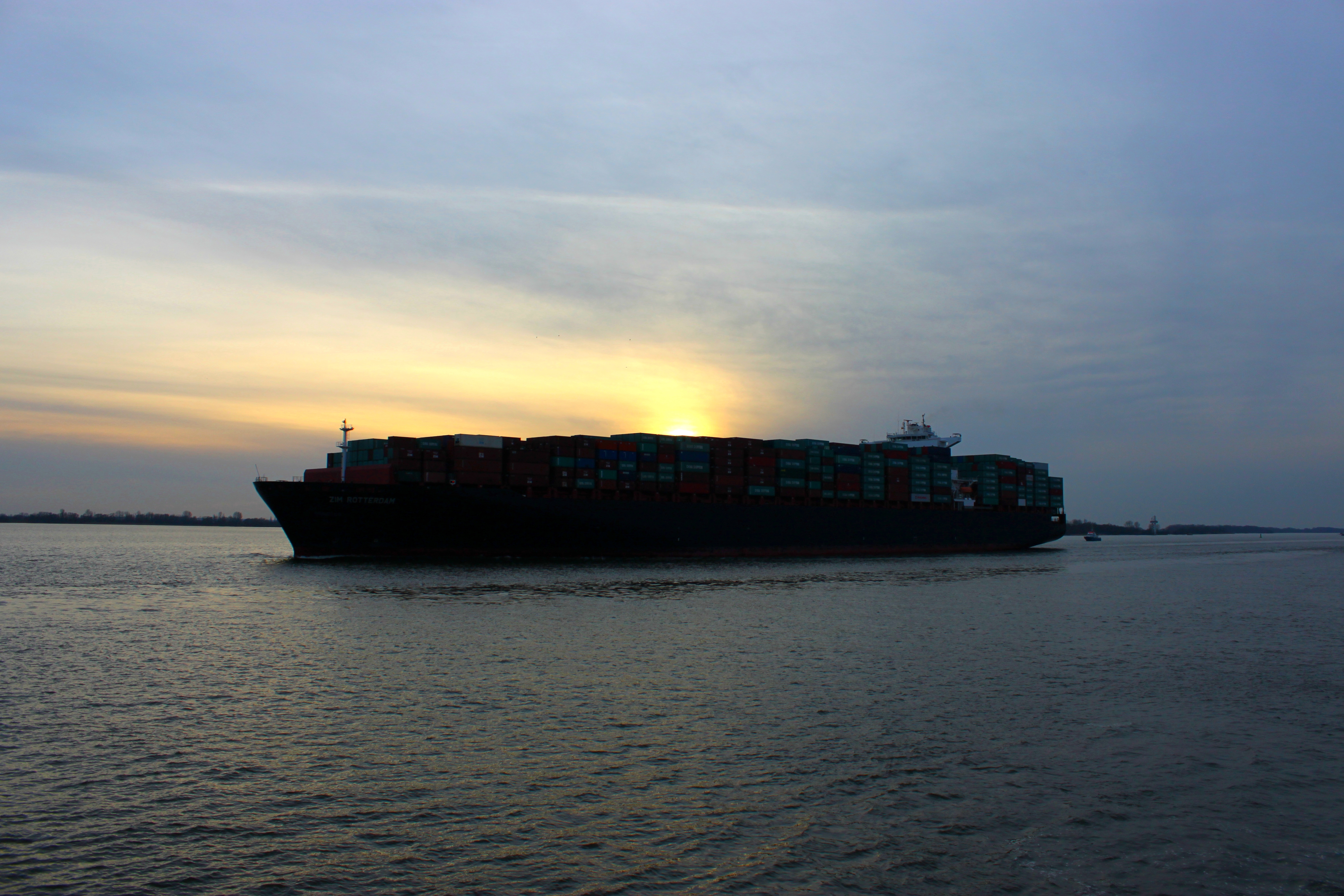
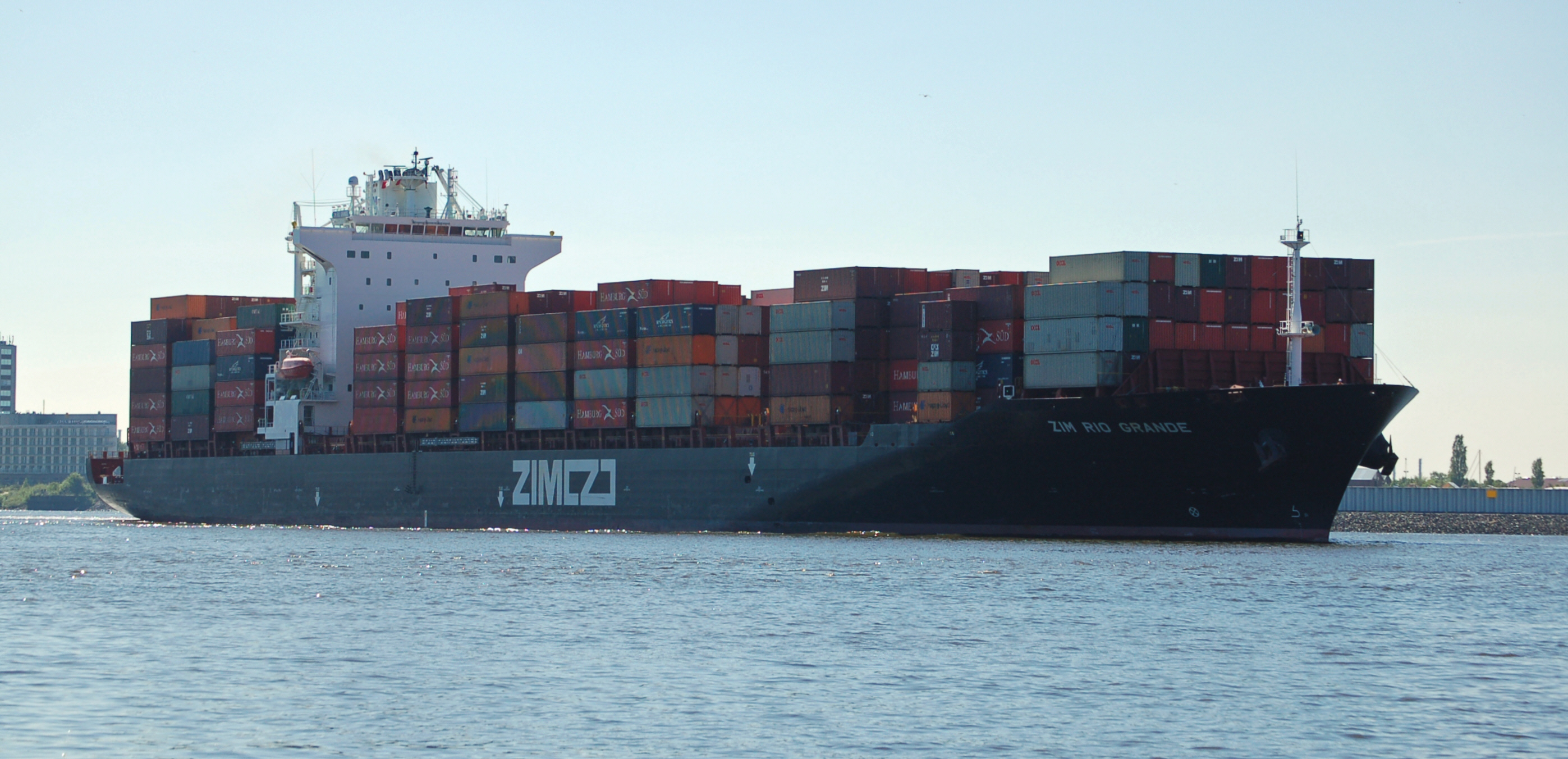
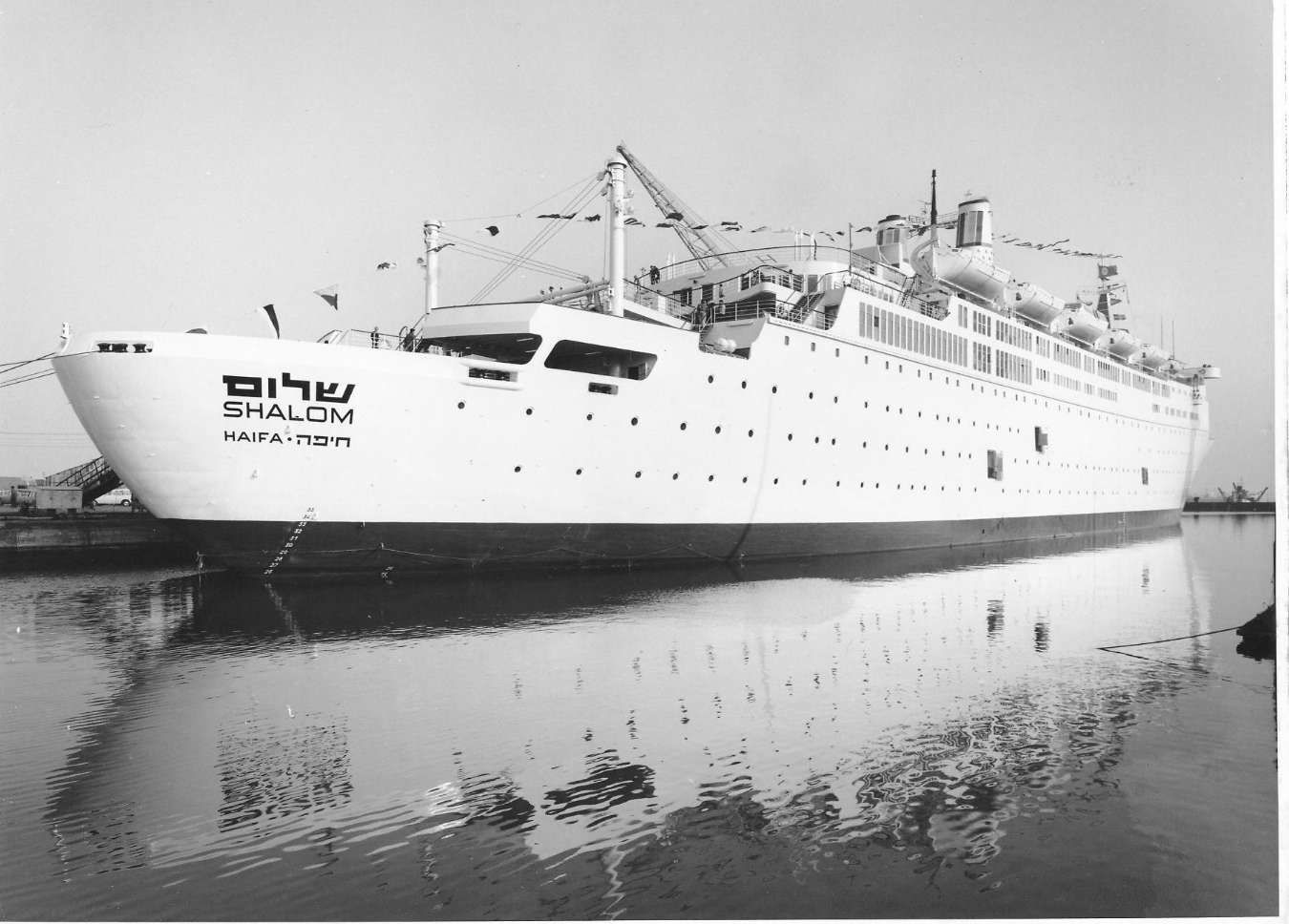
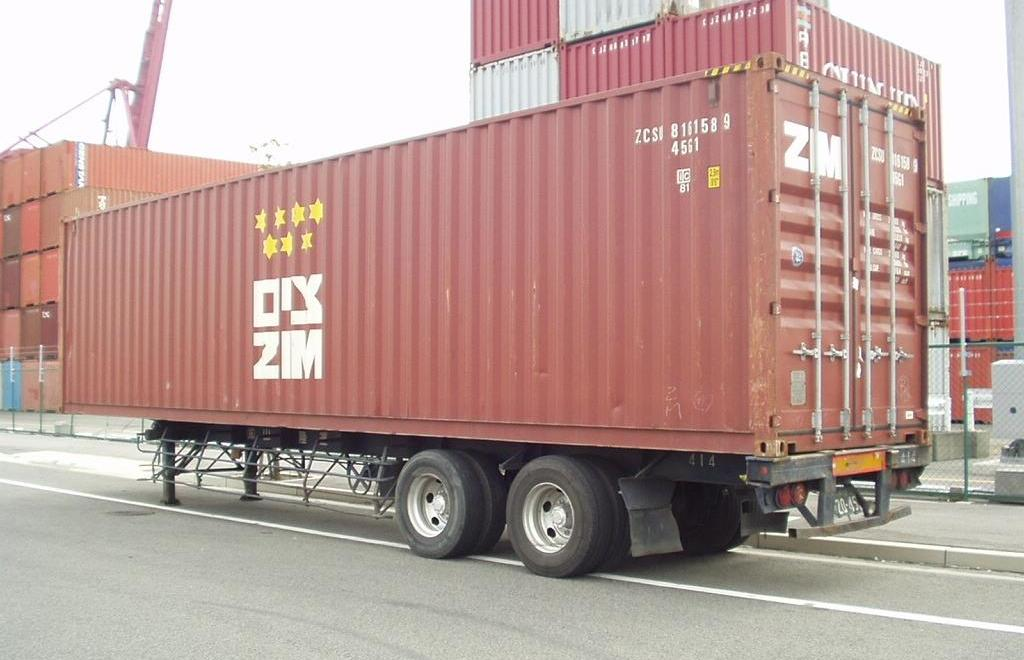